# 아시아콘텐츠어워즈 & 글로벌OTT어워즈
아시아콘텐츠어워즈 & 글로벌OTT어워즈(Asia Contents Awards & Global OTT Awards)는 기존 한국과 아시아 전역의 우수한 TV·OTT·온라인 콘텐츠를 대상으로 국내외 우수한 창작 콘텐츠 발굴과 콘텐츠 제작을 독려하기 위해 2019년 신설된 부산국제영화제의 대표적인 콘텐츠 특화 행사인 아시아콘텐츠어워즈(Asia Contents Awards, ACA)에서 시작하여, 2023년부터 과학기술정보통신부와 부산광역시가 공동 개최하는 국제 OTT 축제 (International OTT Festival)와 협력해 기존 아시아 전역의 콘텐츠를 대상으로 했던 시상식에서 글로벌 콘텐츠로 그 범주를 확대하고, 우수 OTT 플랫폼사를 대상으로 한 시상 부문을 추가해 새롭게 선보이는 시상식이다. 
- 경쟁부문
- 베스트 크리에이티브 Best Creative
- 베스트 OTT 오리지널 Best OTT Original
- 베스트 아시안 콘텐츠 Best Asian Contents
- 베스트 리얼리티/버라이어티 Best Reality & Variety
- 감독상 Best Director
- 작가상 Best Writer
- 주연 배우상(남녀) Best Lead Actor(Male/Female)
- 조연 배우상(남녀) Best Supporting Actor(Male/Female)
- 신인상(남녀) Best Newcomer(Male/Female)
- 베스트 디지털 VFX 작품상 Best Visual Effects
- 음악상 Best Original Song

- 초청부문
- 혁신스토리상 Creative Beyond Border
- 뉴테크상 New Technology
- 라이징 스타상 Rising Star of the Year
- 피플스 초이스상 People’s Choice Award

## 역대 수상

### 2019년 제1회
| 부문                 | 작품                       | 수상자              |
| -------------------- | -------------------------- | ------------------- |
| 베스트 크리에이티브  | 《미스터 션샤인》          |                     |
| 베스트 아시아 드라마 | 《팩컬티》                 |                     |
| 베스트 아시아 드라마 | 《호르몬 시리즈》          |                     |
| 여자 배우상          | 《도정호 : 가족의 재발견》 | 야오천              |
| 여자 배우상          | 《들꽃》                   | 마하 살바도르       |
| 남자 배우상          | 《장안12시진》             | 레이자인            |
| 남자 배우상          | 《열혈사제》               | 김남길              |
| 남자 배우상          | 《살색의 감독 무라니시》   | 야마다 타카유키     |
| 작가상               | 《나의 아저씨》            | 박해영              |
| 작가상               | 《우리와 악의 거리》       | 류시유안            |
| 신인상               | 《호르몬 시리즈》          | 사난타챳 타난찻피잘 |
| 신인상               | 《호르몬 시리즈》          | 케미사라 팔라데시   |
| 신인상               | 《니시아안중적산천화해양》 | 김웅호(감독)        |
| 신인상               | 《니시아안중적산천화해양》 | 장다페이            |
| 신인상               | 《살색의 감독 무라니시》   | 모리타 미사토       |
| 인기상               | 《팩컬티》                 | 팡롱                |
| 공로상               |                            | 이혜민 감독         |
| 특별상               |                            | 김재중              |

### 2020년 제2회
| 부문                 | 작품                      | 수상자                  |
| -------------------- | ------------------------- | ----------------------- |
| 베스트 크리에이티브  | 《은비적각락》            | 다이잉(프로듀서)        |
| 베스트 크리에이티브  | 《부부의 세계》           | 모완일(프로듀서)        |
| 베스트 아시아 드라마 | 《라스트 마담》           |                         |
| 베스트 아시아 드라마 | 《동백꽃 필 무렵》        |                         |
| 기술상               | 《킹덤》                  |                         |
| 여자 배우상          | 《부부의 세계》           | 김희애                  |
| 여자 배우상          | 《나기의 휴식》           | 쿠로키 하루             |
| 남자 배우상          | 《희생자 게임》           | 장샤오취안              |
| 남자 배우상          | 《킹덤》                  | 주지훈                  |
| 작가상               | 《킹덤》                  | 김은희                  |
| 여자 신인상          | 《원 이어》               | 플렌피차야 코말라라준   |
| 여자 신인상          | 《슬기로운 의사생활》     | 전미도                  |
| 남자 신인상          | 《은비적각락》            | 롱쯔샨                  |
| 남자 신인상          | 《인 패밀리 위 트러스트》 | 파리스 인타라코말리야숫 |
| 인기상               | 《삼생삼세 침상서》       | 디리러바                |
| 인기상               | 《포 모어 샷스 플리즈!》  | 키르티 쿨하리           |
| 인기상               | 《포 모어 샷스 플리즈!》  | 사야니 굽타             |
| 인기상               | 《포 모어 샷스 플리즈!》  | 만비 가그루             |
| 인기상               | 《포 모어 샷스 플리즈!》  | 그루바니 저지           |
| 인기상               | 《듀이》                  | 리린 드위 아리얀티      |
| 공로상               | 《심야식당》              | 아뮤즈                  |
| 공로상               | ABS-CBN                   |                         |
| 특별상               | 《하이에나》              | 김혜수                  |
| 특별상               | 아라키 유코               |                         |

### 2021년 제3회
| 부문                      | 작품                                    | 수상자      |
| ------------------------- | --------------------------------------- | ----------- |
| 베스트 크리에이티브       | 《무브 투 헤븐: 나는 유품정리사입니다》 |             |
| 베스트 아시안 티비 시리즈 | 《그녀의 이름은 난노》                  |             |
| 베스트 OTT 오리지널       | 《침묵적진상》                          |             |
| 베스트 아시안 애니메이션  | 《천지창조 디자인부》                   |             |
| 베스트 숏폼/웹드라마      | 《셰커》                                |             |
| 기술상                    | 《스위트홈》                            |             |
| 올해의 여자 배우상        | 《소사득》                              | 송가        |
| 올해의 남자 배우상        | 《무브 투 헤븐: 나는 유품정리사입니다》 | 이제훈      |
| 작가상                    | 《무브 투 헤븐: 나는 유품정리사입니다》 | 윤지련      |
| 여자 신인상               | 《스위트홈》                            | 고민시      |
| 여자 신인상               | 《티투다오》                            | 코에 이트   |
| 남자 신인상               | 《진심의 증거》                         | 모리사키 윈 |
| 인기상                    | 《스위트홈》 《나빌레라》               | 송강        |
| 심사위원 특별상           | 《한자와 나오키》                       |             |
| 크리에이티브 비욘드 보더  | 《아리스 인 보더랜드》                  |             |
| 크리에이티브 비욘드 보더  | 《배드 지니어스 더 시리즈》             |             |

### 2022년 제4회
| 부문                                            | 작품                                | 국가     | 수상자               |
| ----------------------------------------------- | ----------------------------------- | -------- | -------------------- |
| 베스트 콘텐츠                                   | <이상한 변호사 우영우>              | 한국     |                      |
| 베스트 아시아 애니메이션                        | <지구 밖 소년소녀>                  | 일본     |                      |
| 베스트 아시아 다큐멘터리                        | <아톰아라울로 특별전 : 어린 일꾼들> | 필리핀   |                      |
| 기술상                                          | <오징어 게임>                       | 한국     |                      |
| 배우상 (여)                                     | <이상한 변호사 우영우>              | 한국     | 박은빈               |
| 배우상 (남)                                     | <달리는 응급실>                     | 일본     | 스즈키 료헤이        |
| 작가상                                          | <팔각정미무>                        | 중국     | 왕시야오쉐이, 양이수 |
| 조연상 (여)                                     | <디스 랜드 이즈 마인>               | 싱가포르 | 소라 마              |
| 조연상 (남)                                     | <오징어 게임>                       | 한국     | 박해수               |
| 신인상 (여)                                     | <화조추월야>                        | 중국     | 바오샹은             |
| 신인상 (남)                                     | <신문기자>                          | 일본     | 요코하마 류세이      |
| 베스트 크리에이터                               | 더핑크퐁컴퍼니                      | 한국     |                      |
| 라이징스타 (남)                                 | <인 긱 위 트러스트>                 | 홍콩     | 링만룽               |
| 라이징스타 (여)                                 | <파친코>                            | 한국     | 김민하               |
| 인기상                                          |                                     | 중국     | 판빙빙               |
| 평생공로상                                      |                                     | 일본     | 가와무라 타츠오      |
| 공로상                                          |                                     | 한국     | 송병준               |
| Rolling Youth Film Festival 관객투표 최고인기상 | <Huizi>                             | 중국     | 한경지 감독          |

### 2023년 제5회
| 부문                       | 작품                     | 국가       | 수상자         |
| -------------------------- | ------------------------ | ---------- | -------------- |
| 베스트 크리에이티브        | <무빙>                   | 한국       |                |
| 베스트 OTT 오리지널        | <약한영웅 Class 1>       | 한국       |                |
| 베스트 아시안 TV 시리즈    | <특종>                   | 인도       |                |
| 베스트 리얼리티/버라이어티 | <베트남에서 축제를>      | 베트남     |                |
| 베스트 리얼리티/버라이어티 | <피지컬 : 100>           | 한국       |                |
| 감독상                     | <만장적계절>             | 중국       |                |
| 작가상                     | <무빙>                   | 한국       | 강풀           |
| 주연 배우상 (남)           | <무빙>                   | 한국       | 류승룡         |
| 주연 배우상 (여)           | <특종>                   | 인도       | 카리시마 타나  |
| 조연 배우상 (남)           | <타이완 크라임 스토리즈> | 대만       | 쉐 시링        |
| 조연 배우상 (여)           | <더 글로리>              | 한국       | 임지연         |
| 신인상 (남)                | <무빙>                   | 한국       | 이정하         |
| 신인상 (여)                | <무빙>                   | 한국       | 고윤정         |
| 베스트 디지털 VFX 작품상   | <무빙>                   | 한국       |                |
| 혁신상                     | <환승연애2>              | 한국       |                |
| 혁신상                     | <박하경 여행기>          | 한국       |                |
| 뉴테크상                   |                          | 한국       | 티빙           |
| K 콘텐츠 해외확산          |                          | 홍콩       | VIU            |
| K 콘텐츠 해외확산          |                          | 미국       | wavve Americas |
| OTT 산업유공               |                          | 한국       | 왓챠           |
| 공로상                     |                          | 한국       | 故 김종학      |
| 특별상                     |                          | 일본       | 야기라 유야    |
| 인기상                     |                          | 한국(중국) | 문준휘         |
| 인기상                     |                          | 중국       | 버피 첸        |